# Born to the West
Born to the West (Brasil: Trunfos na Mesa ) é um filme norte-americano de 1937, do gênero faroeste, dirigido por Charles Barton e estrelado por John Wayne e Marsha Hunt.

## A produção
Depois de passar boa parte de 1936 e 1937 emprestado pela Republic à Universal, onde fez seis filmes—nenhum deles faroeste --, John Wayne foi cedido à Paramount para esta única produção.
Born to the West é a segunda versão para o cinema do romance homônimo de Zane Grey, filmada anteriormente em 1926 com Jack Holt. Relançado com o título de Hell Town, o filme incorporou cenas dessa primeira versão para aumentar a metragem.

## Sinopse
Dare Rudd e Dinkey Hooley, dois cowboys, vão para Montana encontrar o rancheiro Tom, primo de Dare. Tom oferece emprego a eles, mas Dare só aceita depois de conhecer Judy, a bela noiva do primo. Tom confia-lhe uma boiada, mas Dare perde o dinheiro da venda para o vilão Bart Hammond. Agora, ele precisa limpar seu nome.

## Elenco
| Ator/Atriz         | Personagem          |
| ------------------ | ------------------- |
| John Wayne         | Dare Rudd           |
| Marsha Hunt        | Judy Worstall       |
| Johnny Mack Brown  | Tom Fillmore        |
| John Patterson     | Lynn Hardy          |
| Monte Blue         | Bart Hammond        |
| Lucien Littlefield | Comerciante de gado |